# Juan Manuel Gil Navarro
Pour les articles homonymes, voir Navarro (homonymie).
Juan Manuel Gil Navarro (né le 15 août 1973 à Buenos Aires) est un acteur argentin.

## Carrière
Il est le fils de Manuel, journaliste, et d'Alejandra, secrétaire. Il fréquente l'école allemande Rudolf Steiner Schule en Florida, province de Buenos Aires, où à l'âge de 16 ans il débute au théâtre. En 1996, il débute à la télévision, dans la série Montaña Rusa, otra vuelta et depuis il continue à travailler dans ce média. Puis il joue pendant 6 ans dans la série 5 Amigos del alma, en remplaçant Mariano Torre. Il alterne avec le théâtre à partir de 2000 où il obtient un grand succès avec Canciones Maliciosas, et pour lequel il reçoit le prix Florencio-Sánchez comme meilleur acteur d'équipe artistique. En 2001, il joue son premier rôle de protagoniste dans Código Negro (canal 7). C'est une série qui obtient plus du double de l'audience sur la chaîne à un horaire plus concurrentiel de la télévision argentine.
En 2003, il joue son premier rôle au cinéma avec El día que me amen. Mais le succès viendra l'année suivante en jouant Federico Fritzenwalden dans la série Floricienta, avec Florencia Bertotti et qui est diffusée dans plusieurs pays d'Amérique et en Europe.  Il affirmera dans une interview en 2018 ne pas avoir quitté la série pour cause de conflits mais parce qu’il souhaitait changer d’air.
Juan rencontre Natalia Litvack, une professeur argentine en 2005. Ils se marient le 3 août 2006, après un premier mariage échoué avec Malena Toia (1999-2003).
Il se sépare de Natalia Litvack en septembre 2017. En mai 2018 ils annoncent publiquement et officiellement la légalisation de leur divorce après 12 ans de mariage.

## Filmographie

### Telenovelas
- 1995 : Montaña rusa, otra vuelta : Micky
- 1996 : Sueltos
- 1997 : De corazón
- 1998 : La Nocturna
- 1998 : Gasoleros : Wolfraid
- 1999 : Verano del '98 : León
- 2000 : Calientes
- 2000 : Primicias : Rodrigo
- 2001 : Los Médicos : Daniel
- 2001 : El sodero de mi vida : Fidel
- 2001 : Código negro : Juan Carlos Rizzo
- 2002 : 1000 milliones : Ariel
- 2003 : Soy Gitano : Segundo Soto
- 2004 : Floricienta : Federico Fritzenwalden
- 2004 : Historias de sexo de gente común : Diego
- 2005 : Hombres de honor : Rocco Onoratto
- 2007 : Lalola : Lalo
- 2008 : Vidas robadas : Nicolás Duarte
- 2010 : Secretos de amor : Ignacio Fernández Gaudio « Nacho »
- 2010 : Caín y Abel : Guillermo Hüs
- 2011 : Dance! : Ricardo
- 2011 : Maltratadas : Lucas
- 2011 : Decisiones de vida : Pablo
- 2012 : Perfidia : Manuel Gutierrez Dillon
- 2012 : Graduados : Guillermo « Willy » Almada
- 2012 : La duena : Federico Lacroix

### Films
- 2003 : El día que me amen : Fernando
- 2012 : Día de los muertos

### Autres
- 2005 : Buscame
- 2002 : ¿Quién es Alejandro Chomski?

## Théâtre
- 1998 : Ofelia y la pureza
- 1999 : Las alegres mujeres de Shakespeare
- 2000 : Comedieta
- 2002 : Cesárea
- 2002 : El violinista en el tejado
- 2004 : Floricienta en el Teatro
- 2005 : Tango perdido
- 2006 : La discreta enamorada
- 2006 : Floricienta en el Teatro
- 2007 : Floricienta en el Teatro
- 2007 : El zoo de Cristal
- 2008 : Una Cierta Piedad
- 2008 : Algo en común
- 2009 : King Lear : Edmund
- 2012 : The Crucible : John Proctor